# Computeralgebrasystem
Ein Computeralgebrasystem (CAS) ist ein Computerprogramm, das der Bearbeitung algebraischer Ausdrücke dient. Es löst nicht nur mathematische Aufgaben mit Zahlen (wie ein einfacher Taschenrechner), sondern auch solche mit symbolischen Ausdrücken (wie Variablen, Funktionen, Polynomen und Matrizen).

## Funktionalitäten
Die im engeren Sinne algebraischen Aufgaben eines CAS umfassen:
- algebraische Ausdrücke vereinfachen und vergleichen
- algebraische Gleichungen lösen
- lineare Gleichungssysteme lösen und Rechnungen mit Matrizen durchführen
- Faktorisierung von ganzen Zahlen und Polynomen
- Funktionen differenzieren und integrieren (Algebraische Integration)
- rechnen mit Brüchen
- mit Dezimalzahlen mit beliebiger Genauigkeit rechnen (mit einem guten CAS kann man z. B. mit geringem Programmieraufwand die Kreiszahl π (pi) auf zehntausende Nachkommastellen genau bestimmen)

Darüber hinaus gehört zum Funktionsumfang vieler CAS:
- Funktionen und Daten in zwei oder drei Dimensionen graphisch darzustellen
- analytisch-algebraisches Lösen von Systemen (gewöhnlicher) Differentialgleichungen.
- analytisch nicht lösbare Integrale und Differentialgleichungen durch numerische Integration („Quadratur“) zu lösen.

Im Gegensatz zu den „General-Purpose-Systemen“, die einen möglichst großen Teil der Mathematik abdecken, gibt es viele Spezialsysteme, beispielsweise zu Gruppentheorie, Gröbnerbasen, Algebraischer Zahlentheorie etc.

## Beispiele für Computeralgebrasysteme
Eines der ersten Computeralgebrasysteme war Schoonschip, das 1963 von Martinus J. G. Veltman entwickelt wurde.

### Proprietäre Systeme
- Derive (später Firmware in TI-Taschenrechnern und als Lehrer-/Schülerversion für PC/Mac, inzwischen eingestellt)
- Macsyma (eingestellt)
- Magma[1]

- Maple
- Mathcad
- Mathematica
- MuPAD (als eigenständiges Produkt eingestellt, Bestandteil von Matlab)
- WIRIS (auch als Online-Version; siehe unter Weblinks)

### Open-Source-Systeme
- Axiom
- CoCOA (Kommutative Algebra, Gröbnerbasen)
- CPMP-Tools[2]
- FORM
- FriCAS
- GAP (Gruppentheorie)
- GeoGebra (Dynamische Geometrie zunächst mit einer eingeschränkten Reduce-Portierung, jetzt mit Giac)
- Giac/Xcas (wird unter anderem in HP-Taschenrechnern und von GeoGebra verwendet)
- KANT (Algebraische Zahlentheorie)
- Macaulay2 (Kommutative Algebra, Gröbnerbasen)
- Maxima
- Normaliz
- GNU Octave
- Reduce
- SageMath
- Scilab
- Singular (Kommutative Algebra, Gröbnerbasen, Singularitätentheorie)
- Symbolics.jl (ein schnelles und modernes Computeralgebrasystem für die Programmiersprache Julia)[3]
- SymPy
- yacas
- Xcas
- ExpressionsinBar[4]

### Implementierungen auf portablen Rechensystemen
Computeralgebrasysteme werden auch als Firmware in portablen Rechensystemen verwendet:
- Casio: Algebra FX 2.0 Plus, ClassPad 330 (Nachfolger von ClassPad 300), ClassPad II (FX-CP400)
- Texas Instruments: TI-89, TI-92, Voyage 200 (basierend auf Derive), TI-Nspire CAS
- HP: HP-28C, HP 48, HP Prime